# نهر إيبولا
نهر إيبولا ويعرف أيضًا باسمه الأصلي ليغبالا هو المصدر الرئيسي لنهر مونغالا، وأحد روافد نهر الكونغو في شمال جمهورية الكونغو الديمقراطية. يبلغ طول النهر حوالي 250 كم.
اسم إيبولا هو تحوير فرنسي لاسم ليغبالا الذي هو في الأساس اسمه الأصلي في لغة نغبادي، والتي تعني «الماء الأبيض». خلال الإدارة البلجيكية كانت هذه الأسماء قابلة تحكي وتنطق مع الأسماء الفرنسية باسم بلانشي ونادراً ما كان يطلق عليه إيبولا.
في عام 1976م تم التعرف على فيروس الإيبولا لأول مرة في بلدة يامبوكو على بعد 60 ميلًا من نهر الإيبولا، لكن البروفيسور بيتر بيوت قرر تسميته باسم النهر حتى لا ترتبط البلدة بوصمة المرض. وبالتالي فإن النهر يُعرف باسم مصطلحات وتسميات فيروس إيبولا العلمية المختلفة ويشار إليه عادة باسم «إيبولا».